# Zu
A Zu egy olasz együttes. 1999-ben alakultak meg Rómában. Több zenei műfajban játszanak: fő profiljuk az instrumentális zene, de a math rock, noise rock, punk jazz és grindcore műfajokban is "utazik" a zenekar. A zenekar trióként tevékenykedik megalakulásuktól fogva. Nehéz egy külön műfajba sorolni a zenéjüket, hiszen a csak hangszeres zene mellett a fent felsorolt elemek is hallhatók dalaikban. Az együttes többször kollaborált már egyéb előadókkal is. Többször koncerteztek már az egész világon, 2006-ban például a Fantomas Melvins Big Band-del játszottak, amely nevéhez híven a Fantomas és Melvins együttesek tagjaiból álló supergroup. 2009-es nagylemezüket a Rock-A-Rolla magazin az év legjobb albumai közé sorolta.

## Tagok
- Luca T. Mai - baritonszaxofon
- Massimo Pupillo - basszus
- Tomas Jarmyr - dobok

## Diszkográfia
- Bromio (1999)
- Roma (1999)
- The Zu Side of the Chadbourne (2000)
- Motorhellington (2001)
- Igneo (2002)
- Live in Helsinki (2003)
- Radiale (2004)
- The Way of the Animal Powers (2005)
- How to Raise an Ox (2005)
- Zu Rai Sunawachi Koe Wo Hassu / Vernal Equinox (2006)
- Identification with the Enemy: A Key to the Underworld (2007)
- Carboniferous (2009)
- The Left Hand Path (2014)
- Cortar Todo (2015)
- Jhator (2017)
- ZU93 Mirror Emperor (2018)
- Terminalia Amazonia (2019)